# Herbert Huber
Herbert Huber (n. 4 decembrie 1944, Kitzbühel, Tirol, Austria – d. 15 iulie 1970, Kitzbühel, Tirol, Austria) a fost un schior alpin ce a reprezentat Austria, medaliat olimpic. A participat la o ediție a Jocurilor Olimpice (1968) în care a câștigat o medalie de argint.

## Participări
Lista de mai jos prezintă principalele competiții la care a participat Herbert Huber de-a lungul carierei.
- ski alpin aux Jeux olympiques d'hiver de 1968 – slalom hommes[*]